# 300 mil do nieba
300 miglia al paradiso (300 mil do nieba) è un film del 1989 diretto da Maciej Dejczer.

## Trama
Due fratelli polacchi lasciano la famiglia che non sono più in grado di sostenere e il paese natale per entrare clandestinamente in Danimarca e, di qui, passare in Svezia come rifugiati politici. La triste condizione di vita in patria è sottolineata, per contrasto, dal benessere dell'accogliente  ricca Scandinavia.

## Riconoscimenti
- Young European Film of the Year (European Film Awards 1989)